# Coray
Coray település Franciaországban, Finistère megyében. Lakosainak száma 1869 fő (2022. január 1.). Coray Elliant, Langolen, Laz, Leuhan, Tourch és Trégourez községekkel határos.

## Népesség
A település népességének változása:
| Lakosok száma | 1787 | 1737 | 1623 | 1759 | 1904 | 1910 | 1896 | 1890 | 1887 | 1869 |
|               | 1968 | 1982 | 1990 | 2006 | 2013 | 2015 | 2017 | 2019 | 2020 | 2022 |